# Barbus lepineyi
Barbus lepineyi es una especie de peces de la familia Cyprinidae, orden Cypriniformes. Son peces dulceacuícolas endémicos del río Draa y sus afluentes en la zona subsahariana de Marruecos.
Como otras especies de barbos marroquíes, su situación taxonómica es discutida, pudiendo formar parte del género Luciobarbus.